# Remmius praecalvus
Remmius praecalvus là một loài nhện trong họ Sparassidae.
Loài này thuộc chi Remmius. Remmius praecalvus được Eugène Simon miêu tả năm 1910.